# 傑作 (ボブ・ディランのアルバム)
『傑作』（けっさく、Masterpieces）は、1978年にリリースされたボブ・ディランのコンピレーション・アルバム。1978年のワールド・ツアーの企画盤として日本だけでリリースされ、その後オーストラリアとニュー・ジーランドでもリリースされた。2020年現在は廃盤。

## 解説
3枚組のベスト盤的内容だが、「親指トムのブルースのように」（1966年5月14日リヴァプール、ライブ）、「スペイン語は愛の言葉」（ピアノ・ソロ・バージョン）、「ジョージ・ジャクソン（ビッグ・バンド・バージョン）」（ヒスあり）、「リタ・メイ」、「ゴチャマゼの混乱」（Alternate Take/Mono Mix、『バイオグラフ』（1985年）初回盤収録のものと同一だが、こちらは Mono Mix）などレア・トラックを収録。

## 収録曲
特記なき楽曲はボブ・ディラン作詞・作曲

### Disc 1
1. 天国への扉 - Knockin' on Heaven's Door – 2:30
2. ミスター・タンブリン・マン - Mr. Tambourine Man – 5:29
3. 女の如く - Just Like a Woman – 4:56
『ブロンド・オン・ブロンド』日本盤LP収録バージョン
4. アイ・シャル・ビー・リリースト - I Shall Be Released– 3:05
5. 怒りの涙 - Tears of Rage – 4:14
  - 作詞・作曲: ディラン、リチャード・マニュエル

『地下室（ザ・ベースメント・テープス）』より
6. 見張塔からずっと - All Along the Watchtower – 2:32
7. コーヒーもう一杯 - One More Cup of Coffee (Valley Below) – 3:47
『欲望』より
8. ライク・ア・ローリング・ストーン - Like a Rolling Stone – 5:17
『セルフ・ポートレイト』収録バージョン
9. マイティ・クイン - Quinn the Eskimo (The Mighty Quinn) – 2:49
『セルフ・ポートレイト』収録バージョン
10. 明日は遠く - Tomorrow is a Long Time – 3:02
『グレーテスト・ヒット第2集』より
11. レイ・レディ・レイ - Lay, Lady, Lay – 5:00 
『激しい雨』収録バージョン
12. 愚かな風 - Idiot Wind – 10:06
『激しい雨』収録バージョン

### Disc 2
1. ゴチャマゼの混乱 - Mixed Up Confusion – 2:30
Alternate Version/Mono Mix
2. 寂しき4番街 - Positively 4th Street – 3:56
3. 窓からはい出せ - Can You Please Crawl Out Your Window? – 3:35
『バイオグラフ』収録
4. 親指トムのブルースのように - Just Like Tom Thumb's Blues – 5:40
1966年シングル「アイ・ウォント・ユー」B面
1966年5月14日イギリス・リヴァプール、オデオン・シアター、ライブ・バージョン
5. スペイン語は愛の言葉 - Spanish Is the Loving Tongue – 3:38
1971年シングル「川の流れを見つめて」B面
6. ジョージ・ジャクソン - George Jackson – 5:38
1971年シングル「ビッグ・バンド」バージョン
7. リタ・メイ - Rita May – 3:13
  - 作詞・作曲: ディラン、ジャック・レヴィ

1976年シングル「メンフィス・ブルース・アゲイン」B面
8. 風に吹かれて - Blowin' in the Wind – 2:47
9. はげしい雨が降る - A Hard Rain's a-Gonna Fall – 6:54
10. 時代は変る - The Times They Are a-Changin' – 3:16
11. 戦争の親玉 - Masters of War – 4:33
12. ハリケーン - Hurricane – 8:36
  - 作詞・作曲: ディラン、レヴィ

### Disc 3
1. マギーズ・ファーム - Maggie's Farm – 5:30
2. サブタレニアン・ホームシック・ブルース - Subterranean Homesick Blues  – 2:20
3. やせぽっちのバラード - Ballad of a Thin Man – 5:57
『追憶のハイウェイ61』より
4. モザンビーク - Mozambique – 3:01
  - 作詞・作曲: ディラン、レヴィ

『欲望』より
5. 火の車 - This Wheel's on Fire – 3:52
  - 作詞・作曲: リック・ダンコ、ディラン
6. アイ・ウォント・ユー - I Want You – 3:09
『ブロンド・オン・ブロンド』日本盤LP収録バージョン
7. 雨の日の女 - Rainy Day Women #12 & 35 – 4:38 
『ブロンド・オン・ブロンド』日本盤LP収録バージョン
8. くよくよするなよ - Don't Think Twice, It's All Right – 3:40
9. ウディに捧げる歌 - Song to Woody – 2:41
10. 悲しきベイブ - It Ain't Me Babe – 3:35
11. ラブ・マイナス・ゼロ／ノー・リミット - Love Minus Zero/No Limit – 2:50
12. アイル・ビー・ユア・ベイビー・トゥナイト - I'll Be Your Baby Tonight – 2:39
『ジョン・ウェズリー・ハーディング』より
13. イフ・ナット・フォア・ユー - If Not for You – 2:44
『新しい夜明け』より
14. 彼女に会ったら、よろしくと - If You See Her, Say Hello – 4:48
『血の轍』より
15. サラ - Sara – 5:31
『欲望』より

## リリース歴
| 国                 | 日付         | レーベル  | フォーマット  | カタログ番号     | 付記                                                                                  |
| ------------------ | ------------ | --------- | ------------- | ---------------- | ------------------------------------------------------------------------------------- |
| 日本               | 1978年3月    | CBSソニー | 3枚組LP       | 57AP-875･876･877 | 大型ポスター、ディラン・カード（ナンバー入り）付属                                    |
| オーストラリア     | 1978年       | CBS       | 3枚組LP       | S3BP 220502      | 写真インナー                                                                          |
| オーストラリア     | 1978年       | CBS       | 2本組カセット | 3PC 502          | 収録順が異なる                                                                        |
| ニュー・ジーランド | 1978年       | CBS       | 3枚組LP       | S3BP 220502      | ニュー･ジーランド・プレス                                                             |
| オーストラリア     | 1987年       | CBS       | 2枚組CD       | 462448 2         | 4曲("Idiot Wind", "I Want You", "Song To Woody" and "Love Minus Zero/No Limit")を割愛 |
| オーストラリア     | 1991年       | Colombia  | 3枚組CD       | 462448 9         | ジャケ違い完全版                                                                      |
| オーストラリア     | 1990年代後半 | Colombia  | 3枚組CD       | 462448 9         | リマスターされた音質改善盤                                                            |
| オーストラリア     | 1990年代後半 | Colombia  | 2本組カセット | 462448 4         |                                                                                       |